# Talent (U-Boot, 1945)
HMS Talent (Kennung: P337) war ein U-Boot der britischen Royal Navy.

## Einsatzgeschichte
P337 wurde am 21. März 1944 bei Vickers-Armstrong in Barrow auf Kiel gelegt. Das U-Boot lief am 13. Februar 1945 unter dem ursprünglich geplanten Namen Tasman vom Stapel. Im April 1945 wurde das Boot in Talent umbenannt und am 27. Juli 1945 in Dienst gestellt. Der erste Kommandant war Lieutenant Commander Richard Molyneux Favell. Infolge der späten Indienststellung erfuhr das U-Boot keinen Kampfeinsatz mehr.
Die Royal Navy setzte das U-Boot bis 1966 ein. In dieser Zeit erlitt es zwei schwere Unfälle. Am 15. Dezember 1954 geriet die Talent in Seenot, als es bei der Flutung eines Trockendocks in Chatham abgetrieben wurde. Das treibende Boot konnte aufgrund des schweren Seeganges und des dichten Nebels erst am folgenden Tag gesichert werden. Bei dem Unfall wurden vier Seeleute getötet. Das beschädigte U-Boot wurde 1955 überholt. Am 8. Mai 1956 wurde das U-Boot vor der Isle of Wight beim Auftauchen bei einer Kollision erneut beschädigt.
Die Talent wurde 1970 in Troon verschrottet.

## Kommandanten
- Lt.Cdr. Richard Molyneux Favell (10. April 1945 – Oktober 1945)[4]